# Bom Jardim (Pernambuco)
Bom Jardim is een gemeente in de Braziliaanse deelstaat Pernambuco. De gemeente telt 37.629 inwoners (schatting 2022).

## Aangrenzende gemeenten
De gemeente grenst aan Casinhas, João Alfredo, Limoeiro, Machados, Orobó, Surubim en Vicência.

## Geboren
- Henrique Pereira de Lucena (1835-1913), baron, minister en gouverneur van Rio Grande do Norte, Pernambuco, Bahia en Rio Grande do Sul